# 烏茲別克斯坦政府
乌兹别克斯坦共和国政府是負責乌兹别克斯坦共和国行政事務的機構。烏茲別克斯坦政府由乌兹别克斯坦总统、乌兹别克斯坦总理、各部部长和副部长等人負責。
自烏茲別克斯坦於1991年9月1日独立以来，乌兹别克斯坦政府的控制力度不斷加強，並且持續打擊該國的反对派团体，限制媒體自由以及群眾集會，而且該國的政府机构仍与苏联解体前的机构相似，不同的只是名稱有所變更。